# 贝蒂·托马斯
贝蒂·托马斯（英語：Betty Thomas，1947年7月27日—），女，美国演员。曾获得黄金时段艾美奖戏剧类电视系列剧最佳女配角。